# Medená veža
Medená veža, česky Měděná věž je filmové drama režiséra Martina Hollého z roku 1970 natočená podle námětu Ivana Bukovčana. Pojednává o přátelství party horolezců Pirina, Starce (zvaného "R") a Valéra ve Vysokých Tatrách. Tento film je považován za jeden ze skvostů slovenské kinematografie. Volným pokračováním je film Orlie pierko z roku 1971.

## Děj
Dobrodružno-romantický film vypráví příběh tří kamarádů - Valéra, Pirina a "R", kteří pracují společně na jedné vysokohorské chatě ve Vysokých Tatrách. Jejich poklidný život však naruší příchod mladých studentek, mezi nimiž je i Saška, do které se jeden z kamarádů - Pirin - bezhlavě zamiluje. Pirin a Saška se vezmou a Saška zůstává na chatě s třemi kamarády, což vede k mnohým rozporům a konfliktům vedoucím až k tragickému konci.

## Charakteristika filmu
Martin Hollý ml. natočil film podle námětu a scénáře Ivana Bukovčana. Jde o jeden z příběhů Bukovčanovho tzv. Tatranského triptychu, jehož součástí jsou ještě Orlie pierko a Stratená dolina.
Příběh ve filmu vypráví retrospektivně jeden ze tří kamarádů - "R", kterého ztvárnil Ivan Mistrík. Kromě dalších hereckých představitelů - Štefana Kvietika, Ivana Rajniaka a Emílie Vášáryové důležitou roli ve filmu má především tatranská příroda. Film natáčel kameraman Karol Krška na barevný, širokoúhlý materiál, což umožnilo posílit sugestivnost záběrů krajiny. Film byl natočen za pomoci správy TANAP a Horské služby ve Vysokých Tatrách.
Ve filmu je snadno rozeznatelný minimalistický režijní rukopis Martina Hollého.

## Reakce na film
Publicista Jozef Bernát ve své recenzi v časopise Film a divadlo snímek pochválil: "Klidným a majestátním scenériím Vysokých Tater, jimiž se pokocháte díky širokoúhlé kameře a kvalitnímu Eastmancoloru, odpovídá i tradiční dramatický oblouk příběhu, po kterém divák projde s napětím až k závěru." Na konci své recenze dodává, že Martin Hollý vytvořil "solidní film, který mu nenadělá ostudu ani po vítězství v Monte Carlo a za který mu bude náš divák upřímně vděčný. V žebříčku posledních děl Koliby dostává se Měděná věž na přední příčku naší skromné produkce."
To, že film zůstal aktuální, si myslí Zuzana Mistríková: "Projekce na 18. MF horských filmů však nedýchala nostalgií. V sále seděli diváci všech generací. Byla v pravém slova smyslu oslavou slovenského filmu. Byla důkazem, že dobrý film se stává součástí života lidí, součástí historie místa, kde vznikal. Že jeho tvůrci a herečtí představitelé provázejí diváky jejich životy. Umožnily jim prožít s postavami příběh, který se v něčem podobá jejich vlastním příběhům a prožili ho na místech, které znají. Pokud by se mě dnes někdo zeptal, proč má vznikat slovenský film, vyprávěla bych mu můj zážitek z 15. října. Z promítání čtyřicet let starého filmu, který milují jeho vrstevníci a který objevují stále nové a nové generace diváků. Který je srostlý s konkrétním místem a srozumitelný všude na světě. Který je v pravém slova smyslu kultovní. Filmu, jaké potřebujeme," napsal Mistríková na serveru Film.sk.

## Vzpomínky režiséra Martina Hollého a herce Štefana Kvietika
Režisér Martin Hollý v jednom z mnoha rozhovorů vzpomínal na natáčení měděné věže: "Nikdo si neumí představit, co to znamená natočit horský film. Byli jsme mnohdy doslova zakováni do horských stěn, štáb mohl točit tak dvě, tři hodiny, pak zpravidla přišla mlha ... A herci, kteří celou noc cestovali z Prahy, pravidelně zdolávali horolezecké túry. Ale protože jsem chtěl tenhle film natočit už dlouho, z jakéhosi pocitu dluhu k Tatrám, nakonec se nám všem spolu s přírodními živly ho podařilo dokončit."
Štefan Kvietik si v rámci čtvrtého ročníku Marmota festivalu v Bratislavě zavzpomínal na film, od jehož vzniku v té době uběhlo 40 let: "U tohoto titulu mám vždy dva rozporuplné pocity. Cítím radost, že jsem měl možnost dělat na tomto projektu s takovými lidmi, kteří se tam prezentovali. Ale na druhé straně je mi smutno, že už tyto herce z měděnky nemohu potkat."

## Ocenění
- Zvláštní cena na 21. Filmovém festivalu pracujících 1970

## Recenze a články o filmu
- Bernát J. Festivalový výstup na Měděnou věž. In: Film a divadlo, 12/1970, s.13
- Mistríková Z. Návrat k měděné věži. In: Film.sk, 11/2010 s.40
- Sotáková Z. Kvietik vzpomíná na Měděnou věž. In: Pravda, 9.2.2010, s.18
- Švagrová M. Přijel Martin Hollý. In: Kino, 11/1970 s.7